# Жураковський Василь Якович
Василь Якович Жураковський (* ?, Ніжин — † 1730) — генеральний осавул (1710—1724) в уряді гетьмана Івана Скоропадського.
В 1723 — 1724 роках був одним з керівників Генеральної військової канцелярії. Спільно з гетьманом Павлом Полуботком відстоював державні права України. В 1724 році Жураковського було заарештовано і разом з Данилом Апостолом, генеральним бунчужним Яковом Лизогубом та іншими старшинами вивезено до Петербурга, де ув'язнено у Петропавловській фортеці.
Після смерті Петра І цариця Катерина І звільнила В. Жураківського з в'язниці, проте йому (та іншим звільненним політв'язням, що виявилися витривалішими від тих, хто помер у фортеці як Полуботок) не дозволили повернутись до України. З 1725 року він жив під наглядом поліції у Санкт-Петербурзі, з 1727 року — у Москві. У 1728 році цю заборону було знято. Помер Василь Жураківський у 1730 році у Москві. Останні роки життя провів у засланні.